# Stadt Schönebeck (Schiff, 1949)
Stadt Schönebeck war der Name eines Schiffes aus Deutschland.

## Geschichte
In den letzten Tagen des Zweiten Weltkrieges wurde die Elbbrücke in Schönebeck zerstört. Da ein Wiederaufbau bzw. Neubau der Brücke nicht so schnell zu leisten war, entschloss man sich, die Brücke zunächst durch eine Fähre zu ersetzen. Schon vor dem Bau der ersten Brücke an dieser Stelle im Jahr 1912 hatte ein Fährbetrieb bestanden.
Der Bau der Stadt Schönebeck auf der Schiffswerft Weise begann wohl schon 1947, vom Stapel lief das Schiff aber nach 16.000 Arbeitsstunden erst im Juni 1949. Laut Pressetext zu dem Bild vom Stapellauf war die Stadt Schönebeck das erste neue Binnenfährschiff für die deutsche Wirtschaft. Allerdings existiert auch ein Zeitungsartikel, laut dem schon 1945 bei Weise eine Gierfähre als Ersatz für die Brücke gebaut wurde.
Das Schiff war jedenfalls zunächst als Personenfähre in Schönebeck im Einsatz, später diente es als Ausflugsschiff und war in Dresden und dann in Magdeburg registriert, ehe es 1993 unter dem Namen Kristin nach Berlin gelangte. 2004 trug es den Namen Cass. 2006 kam es nach Freyburg und wurde in Unstruttal umgetauft. 
Im Jahr 2008 gelangte es als Traumschiff nach Weißenfels; später hatte es seinen Liegeplatz aber offenbar in Merseburg. Die Eigner und Betreiber Detlef Furchheim und Sandra Grune kauften im Jahr 2010 noch ein weiteres kleines Schiff, die Reeperbahn, hinzu, beschlossen dann aber wenige Jahre später, mit der Captain Fu lieber ein einzelnes größeres Schiff anzuschaffen. 

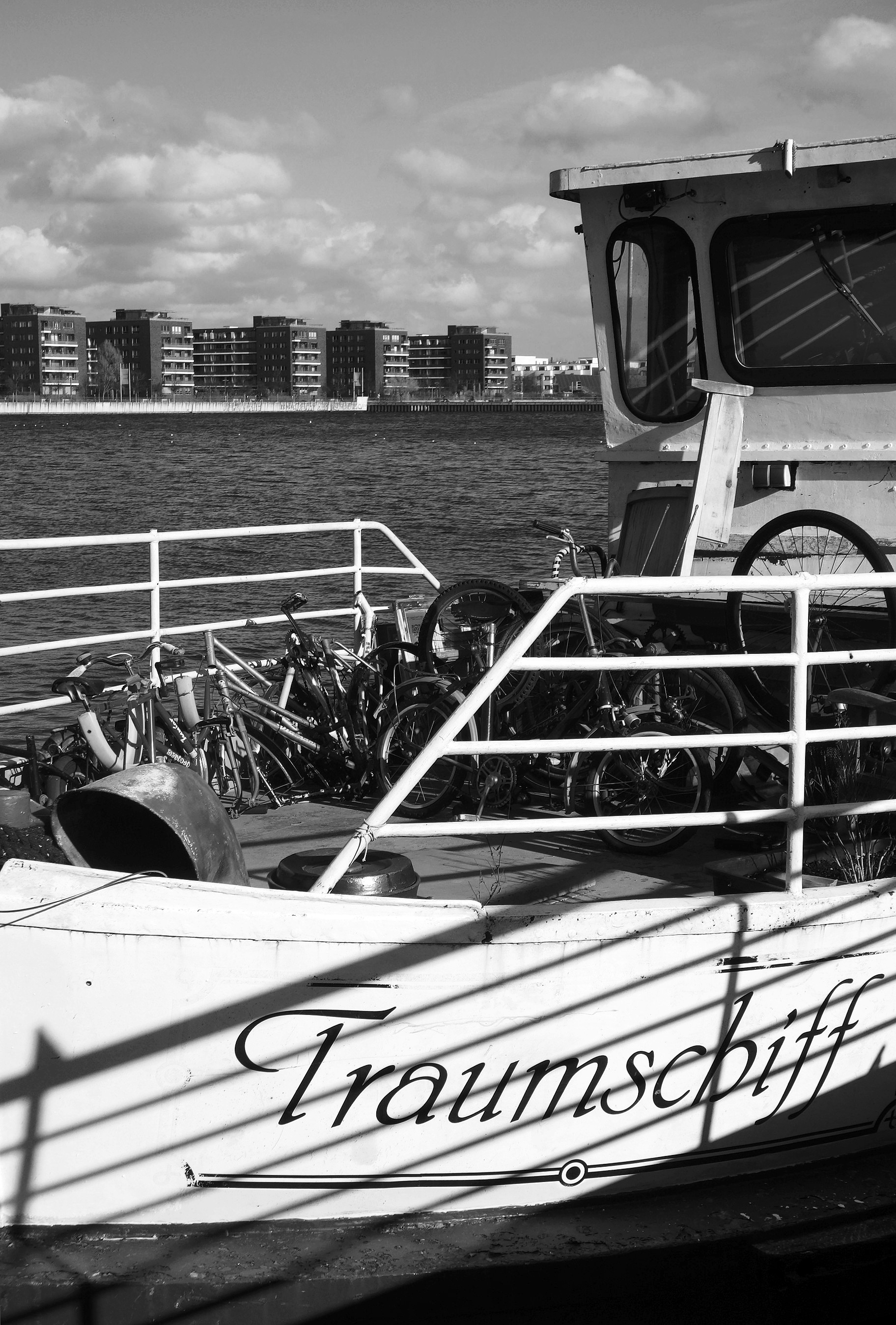
2019 auf dem Rummelsburger See

Furchheim wollte, als er das Traumschiff abzustoßen versuchte, den Vorschlag durchsetzen, das Schiff auf den Merseburger Marktplatz zu versetzen, was aber abgelehnt wurde. Offenbar wurde das Fahrzeug dann in private Hände nach Berlin verkauft, wo es seinen Platz auf dem Rummelsburger See fand.